# Ketten-Layering
Das Ketten-Layering (engl. layering = Schichtung) bezeichnet einen Trend, bei dem vorwiegend unterschiedlich lange Ketten miteinander kombiniert werden. Seinen Ursprung hat das Ketten-Layering in der Punk-Szene der frühen 1980er-Jahre. 2014 feierte es sein Comeback. In den darauffolgenden Jahren präsentierten namhafte Modezeitschriften wie die deutsche Vogue, Elle und InStyle das Ketten-Layering als einen wichtigen Schmucktrend der jeweiligen Modesaison.
Beim Ketten-Layering existiert im Grunde nur eine Regel: Die miteinander kombinierten Ketten müssen unterschiedliche Längen haben. Erlaubt sind so gut wie alle Kettenarten: vom Choker bis zur extra langen Kette, die bis zum Bauchnabel reicht. Der Trend, mehrere gleichartige Teile auf einmal zu tragen, existiert in der Modewelt unter dem Begriff Layering-Look bzw. Lagen-Look.